# Anton Giulio Majano
Anton Giulio Majano (* 5. Juli 1909 in Chieti; † 12. August 1994 in Marino) war ein italienischer Film- und Fernsehregisseur sowie Drehbuchautor.

## Leben
Majano schloss in Politikwissenschaften ab und begann 1937 seine Karriere beim Film, als er bei Luis Trenkers Condottieri mitarbeitete; über die nächsten knapp zwanzig Jahre war er für Dialoge, Regieassistenzen oder Drehbücher – oft für Mario Costa – zu zahlreichen Filmen verantwortlich; nach dem Zweiten Weltkrieg arbeitete er an einigen bemerkenswerten Werken wie La domenica della buona gente oder Terrore sulla città. 1943 debütierte er als Kinoregisseur und legte bis 1961 rund zehn Arbeiten vor, die allerdings wenig im Gedächtnis blieben.
Seine eigentliche Bedeutung liegt in seiner Fernseharbeit; ab 1955, mit dem Film Piccole donne, war er Hauptvertreter und Erfinder des Genres der Teleromanzo, zu dem er zahlreiche Filme beitrug. Daneben verfilmte er – nach 1961 ausschließlich für den kleinen Bildschirm arbeitend und häufig als Miniserien – aber auch Klassiker wie Die Schatzinsel, Eine amerikanische Tragödie, Der Geliebte der Großen Bärin oder David Copperfield für das italienische Fernsehen. Er gilt, mit einem immer ein wenig zu starker Sentimentalität neigendem Werk, als einer der wichtigsten frühen Regisseure des Mediums.
Die Schauspielerin Paola Majano ist seine Tochter.

## Filmografie (Auswahl)

### Regie
- 1943: La carica degli eroi (Ko-Regie, unvollendet)
- 1953: Ein Sonntag in Rom (La domenica della buona gente)
- 1955: Piccole donne (Fernsehfilm)
- 1961: Die korsischen Brüder (I fratelli corsi)
- 1961: Seddok – Der Würger mit den Teufelskrallen (Seddok. L’edrede di satana)
- 1986: Strada senza uscita (Fernsehfilm)

### Drehbuch
- 1948: Bajazzo (I pagliacci)
- 1952: Verzeih mir! (Perdonami!)